# گاوت‌سشن
| g | A | t | V32 | zSn |

| g | A | t | V32 | zSn |

گاوت‌سشن (به انگلیسی: Gautseshen) کاهنهٔ مصر باستان و خواننده‌ای برای مونت در دوران دودمان بیست و یکم مصر بود.
پدر او منخپررع، کاهن اعظم آمون بود. مادرش شاهدخت ایست‌ام‌خب، دختر فرعون پسوسنس یکم بود. دو تن از برادران او، پینجم دوم و سمندس دوم کاهنان اعظم آمون شدند. گاوت‌سشن با ثانفر، چهارمین و بعداً سومین پیامبر آمون ازدواج کرد. آنها دو پسر داشتند، پینجم، بعدها پیامبر چهارم، و منخپررع، پیامبر سوم آمون.
او در باب الجسس، جایی که بیشتر اعضای خانواده‌اش در آنجا دفن شده بودند، به خاک سپرده شد. تابوت و پاپیروس تشییع جنازه او اکنون در موزه مصر در قاهره است. پاپیروس یک کپی مصور زیبا از کتاب مردگان است که تغییرات متون تشییع جنازه را در طول سلسله ۲۱ نشان می‌دهد، زمانی که فرقه مهرپرستی و کیش ازیریس به تدریج ادغام شدند. یکی از نمونه‌های آن را می‌توان در سه طلسم مشاهده کرد که در اصل رع (همان‌طور که از نسخه‌های سلسله هجدهم از متن پیداست) ذکر شده است، اما در اینجا از ازیریس نام می‌برند. سرود دیگری که در اصل متعلق به ازیریس بود، با مولفه‌های مهرپرستی و خورشید غنا یافته است.